# إريك سورينسن
إريك سورينسن (بالدنماركية: Erik Lykke Sørensen)‏ (22 يناير 1940 في الدنمارك - ) هو مدرب كرة قدم ولاعب كرة قدم دانمركي في مركز حراسة المرمى. شارك مع منتخب الدنمارك تحت 21 سنة لكرة القدم ومنتخب الدنمارك لكرة القدم. أما مع النوادي، فقد لعب مع بولد كلوب 1913 ونادي رينجرز وSfB-Oure FA ‏ ونادي غرينوك مورتون.

## وصلات خارجية
- إريك سورينسن على موقع قاعدة بيانات كرة القدم.إي يو (الإنجليزية)
- إريك سورينسن على موقع ناشيونال فوتبول تيمز (الإنجليزية)